# 주이 (피겨스케이팅 선수)
주이(중국어: 朱易, 병음: Zhū Yì, 한자음: 주역, 2002년 9월 19일~)는 중화인민공화국의 피겨스케이팅 선수이다. 미국에 이민간 중국인의 자손으로 영어 이름은 베벌리 주(영어: Beverly Zhu)이다. 2022년 동계 올림픽에 중화인민공화국 국가대표로 참가했다.

## 개인사
주이는 중국 스노보드 국가대표 선수인 쑤이밍과 연인 관계이다.